# العلاقات الغامبية الفرنسية
العلاقات الغامبية الفرنسية هي العلاقات الثنائية التي تجمع بين غامبيا وفرنسا.

## مقارنة بين البلدين
هذه مقارنة عامة ومرجعية للدولتين:
| وجه المقارنة                                              | غامبيا       | فرنسا                                                    |
| --------------------------------------------------------- | ------------ | -------------------------------------------------------- |
| المساحة (كم2)                                             | 11.30 ألف    | 643.80 ألف                                               |
| عدد السكان (نسمة)                                         | 2.10 مليون   | 67.12 مليون                                              |
| الكثافة السكانية (ن./كم²)                                 | 185.84       | 104.26                                                   |
| العاصمة                                                   | بانجول       | باريس                                                    |
| اللغة الرسمية                                             | لغة إنجليزية | لغة فرنسية                                               |
| العملة                                                    | دالاسي غامبي | يورو، فرنك س ف ب، فرنك فرنسي، Livre tournois ‏            |
| الناتج المحلي الإجمالي (بليون دولار)                      | 1.01 مليار   | 2.58 تريليون                                             |
| الناتج المحلي الإجمالي (تعادل القوة الشرائية) بليون دولار | 3.34 مليار   | 2.87 تريليون                                             |
| الناتج المحلي الإجمالي الاسمي للفرد دولار أمريكي          | 471          | 36.20 ألف                                                |
| الناتج المحلي الإجمالي للفرد دولار أمريكي                 |              | 39.33 ألف                                                |
| مؤشر التنمية البشرية                                      | 0.441        | 0.888                                                    |
| رمز المكالمات الدولي                                      | +220         | +33                                                      |
| رمز الإنترنت                                              | .gm          | .fr، .bzh ‏، .tf، .re، .wf، .yt، .pm، .paris              |
| المنطقة الزمنية                                           | 00           | أوروبا/باريس ‏، توقيت وسط أوروبا، توقيت وسط أوروبا الصيفي |

## مدن متوأمة
في ما يلي قائمة باتفاقيات التوأمة بين مدن غامبية وفرنسية:
- ترتبط Sifoe  [لغات أخرى]‏ مع بيلاك باتفاقية توأمة.

## منظمات دولية مشتركة
يشترك البلدان في عضوية مجموعة من المنظمات الدولية، منها:
| علم المنظمة | اسم المنظمة                               | تاريخ انضمام غامبيا | تاريخ انضمام فرنسا |
| ----------- | ----------------------------------------- | ------------------- | ------------------ |
|             | مؤسسة التنمية الدولية                     | 18 أكتوبر 1967      | 30 ديسمبر 1960     |
|             | البنك الإفريقي للتنمية                    | ?                   | ?                  |
|             | يونسكو                                    | 1 أغسطس 1973        | 4 نوفمبر 1946      |
|             | مؤسسة التمويل الدولية                     | 19 سبتمبر 1983      | 20 يوليو 1956      |
|             | منظمة حظر الأسلحة الكيميائية              | ?                   | ?                  |
|             | الأمم المتحدة                             | 21 سبتمبر 1965      | 24 أكتوبر 1945     |
|             | الاتحاد الدولي للاتصالات                  | 27 مايو 1974        | 1866               |
|             | منظمة الشرطة الجنائية الدولية             | ?                   | ?                  |
|             | البنك الدولي للإنشاء والتعمير             | 18 أكتوبر 1967      | 27 ديسمبر 1945     |
|             | الاتحاد البريدي العالمي                   | ?                   | ?                  |
|             | المركز الدولي لتسوية المنازعات الاستشارية | 26 يناير 1975       | 20 سبتمبر 1967     |
|             | وكالة ضمان الاستثمار متعدد الأطراف        | 11 سبتمبر 1992      | 28 ديسمبر 1989     |
|             | منظمة التجارة العالمية                    | ?                   | 1995               |

## وصلات خارجية
- موقع وزارة الخارجية الغامبية
- موقع وزارة الخارجية الفرنسية